# Климохин, Сергей Капитонович
Серге́й Капито́нович Климо́хин (24 сентября (6 октября) 1889, д. Большое Шихово, Кинешемский уезд, Костромская губерния — 18 ноября 1942, Москва) — активный деятель рабочего движения, советский государственный деятель, ближайший соратник М. В. Фрунзе.

## Биография

### Молодые годы
Родился 24 сентября (6 октября) 1889 года в семье кузнеца в деревне Большое Шихово Горковской волости Кинешемского уезда Костромской губернии (ныне Кинешемский район Ивановской области).
В 1903 году закончил двухклассную церковно-приходскую школу в Бонячках (ныне г. Вичуга), затем Седельницкую второклассную учительскую школу, получив звание учителя школы грамоты.
В 1906 году поступил в Хреновскую церковно-учительскую школу, которую закончил досрочно в 1907 году и сдал экзамены в Педагогическом Совете Кинешемского реального училища на звание учителя начального и двухклассного училища Министерства Народного Просвещения.
До начала первой мировой войны работал учителем. При мобилизации получил по зрению белый билет. До революции работал в фирме Зингера.
В Хреновской церковно-учительской школе начал активно заниматься революционной деятельностью, с 1906 года — член РСДРП (меньшевиков).

### Революционный 1917-й
С марта 1917 г. — член РСДРП(б). В мае 1917 г. участвовал в создании Ново-Вичугского рабочего кооператива и районной организации РСДРП(б).
Будучи секретарём Иваново-Кинешемского профсоюза текстильщиков и членом Центрального бюро фабрично-заводских комитетов Иваново-Кинешемского района в августе-сентябре принимал активное участие в выработке требований (включая подробные тарифные ставки для рабочих всех специальностей), которые были предъявлены фабрикантам 14 (27) октября 1917 г.
Член Центростачки (Центрального стачечного комитета), которая непосредственно руководила гигантской 300-тысячной забастовкой 114-ти предприятий Иваново-Кинешемской промышленной области, длившейся с 21 октября (3 ноября) по 17 (30) ноября 1917 г.

### Советский период
Декабрь 1918 г — избирается председателем Исполнительного комитета Иваново-Вознесенского губернского Совета.
1920 г. — председатель Иваново-Вознесенского губернского Совета народного хозяйства.
1920—1927 — председатель Московского губернского совнархоза. Состоял в Рабочей оппозиции.
1925 — поездка в составе делегации Моссовета в Западную Европу для изучения коммунального хозяйства больших городов. Результатом поездки стал коллективный труд (под общ. редакцией И. Любимова) «Большие города Западной Европы. Берлин. Париж. Лондон», Издание МКХ, 1926 г.
1927—1930 — заместитель председателя Центрального Союза потребительских обществ СССР (Центросоюз).
1930—1932 — Торгпред в Польше.
В 1923 г. — делегат XII съезда РКП(б) от Московской партийной организации. Был членом ВЦИК и ЦИК СССР.
Летом 1937 г. исключён из партии с формулировкой «за потерю политической бдительности».
С октября 1937 г. работал на строительстве фабрики «Красная крутильщица».
Последнее место работы (с 6 апреля 1941 г.) — Московский райфинотдел, инспектор коммунального хозяйства.
Умер 18 ноября 1942 года в Москве, во второй Градской больнице, диагноз — миодегенерация сердечной мышцы на почве истощения.
Урна с прахом в феврале 1943 г. была перевезена на малую родину — в д. Большое Шихово Кинешемского района Ивановской области.

### Родные
Жена — Вера Алексеевна, урожд. Нелидова (1895—1954). До переезда в Москву (в начале 1920-х) жила с детьми в Вичуге.
Брат жены — преподобномученик Киприан (Нелидов) (1901—1934).

## Увековечивание
Именем Климохина названа улица в городе Вичуге.